# Catarhoe fecunda
Catarhoe fecunda är en fjärilsart som beskrevs av Swinhoe 1891. Catarhoe fecunda ingår i släktet Catarhoe och familjen mätare. Inga underarter finns listade i Catalogue of Life.